# 893 Leopoldina
A 893 Leopoldina (ideiglenes jelöléssel 1918 DS) a Naprendszer kisbolygóövében található aszteroida. Max Wolf fedezte fel 1918. május 31-én, Heidelbergben.